# مونا زندی حقیقی
مونا زندی حقیقی (زادهٔ ۲۸ مهر ۱۳۵۱ در تهران) فیلم‌ساز و کارگردان اهل ایران است.

## زندگی
وی فارغ‌التحصیل معماری از دانشگاه تهران است. وی از طریق عکاسی صحنه وارد سینما شد و به عنوان منشی صحنه و برنامه‌ریز در چندین فیلم سینمایی فعالیت نمود. همکاری با رخشان بنی اعتماد و کیانوش عیاری در کارنامه هنری خود دارد. سال ۷۷ فیلمسازی را با ساخت فیلم‌های کوتاه ۳۵ میلی‌متری و مستند آغاز کرد. در سال ۱۳۸۰ در یک کارگردانی مشترک با رخشان بنی اعتماد در مستند بلند روزگار ما حضور داشت؛ و در سال ۱۳۸۴ پس از ساخت چندین مستند و فیلم کوتاه اولین فیلم سینمایی خود به نام عصر جمعه را ساخت که توانست جوایز متعدد داخلی و خارجی را کسب کند.

## فعالیت‌ها
وی عضو هییت مؤسس انجمن فیلم کوتاه و عضو کانون کارگردانان خانه سینما است و علاوه بر داوری در جشنواره‌های مختلف مجموعه تلویزیونی به نام خط رو خط را برای شبکه ۲ و فیلم تلویزیونی کاغذهای رنگی و هم چنین زندگی زنان را ساخت. همچنین مجموعه مستند آیین هم آوایی که شامل ۱۰ فیلم مستند بلند با موضوع آیین‌ها و مداحی‌های دهه محرم در ۱۰ استان ایران هست را تهیه و یکی از قسمت‌های آن را کارگردانی کرده‌است. این مجموعه در اوایل محرم توسط رئیس سازمان سینمایی رونمایی شد. وی هم چنین کتاب تو که اینقدر مهربان بودی را گردآوری و تألیف کرده‌است. این کتاب نامه و نقاشی‌های بچه‌های بم بعد از زلزله برای خدا بود. مجموعه عکس‌ها و نوشته‌های او در قالب کتاب به نام خانه و من تازه‌ترین اثر هنری این هنرمند است.

## جایزه‌ها

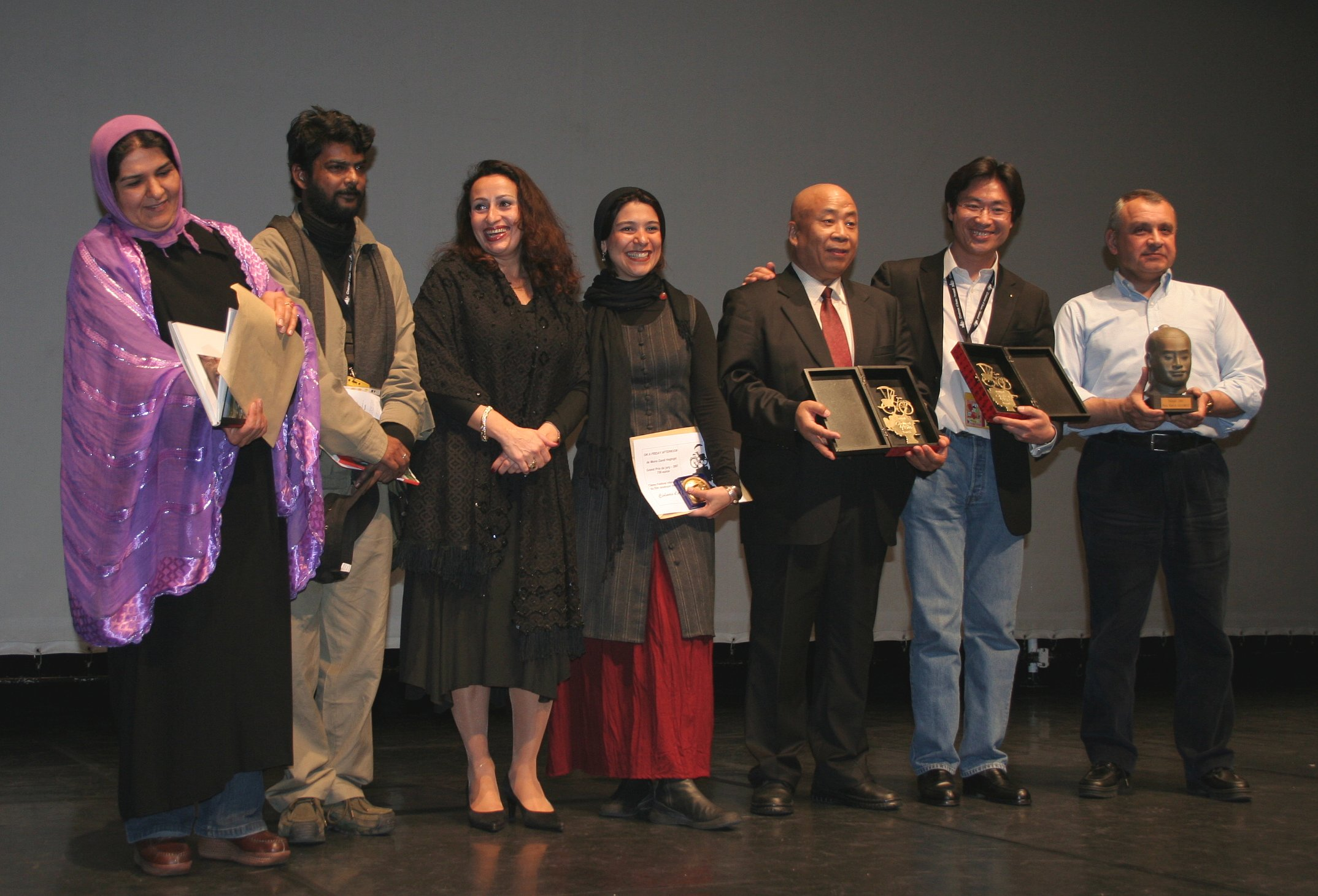
زندی حقیقی (وسط) در مراسم اهدای جوایز جشنواره بین‌المللی فیلم‌های آسیایی وزول

- سیمرغ بلورین بهترین فیلم اول' از بیست و چهارمین دوره جشنواره فیلم فجر برای فیلم عصر جمعه
- سیمرغ بلورین جایزه ویژه هییت داوران به عنوان بهترین فیلم از سینمای ملی جشنواره ۲۴ فجر
- الکساندر نقره‌ای به عنوان بهترین فیلم جشنواره تسالونیکی یونان برای عصر جمعه
- بهترین فیلم از جشنواره کلن آلمان عصر جمعه
- بهترین کارگردانی جشنواره وزول فرانسه عصر جمعه
- بهترین فیلم تماشاگران جشنواره شیکاگو عصر جمعه
- جایزه بهترین فیلم از دانشگاه شرق‌شناسی در پاریس عصر جمعه
- جایزه بهترین فیلم کوتاه جشنواره بمبی راز نگاه
- جایزه بهترین فیلم کوتاه سینماگران جوان عکس بدون قاب

## فیلم‌شناسی

### سینما
- بنفشه آفریقایی (۱۳۹۶)
- عصر جمعه (۱۳۸۴)

### فیلم تلویزیونی
- کاغذهای رنگی (۱۳۹۰)

### فیلم کوتاه
- راز نگاه (۳۵ میلی‌متری)
- عکس بدون قاب (۳۵ میلی‌متری)

### فیلم مستند
- مداد رنگی‌های بخت‌آور
- صبح روز بعد
- لحظه‌های دلتنگی (۱۳۹۷)
- یک لقمه خواب (۱۳۹۶)
- آیین هم آوایی (۱۳۹۳) مجموعه
- زنان کارآفرین (مجموعه)
- روزگار ما (۱۳۸۰) به همراه رخشان بنی اعتماد

### مجموعه تلویزیونی
- راه شیری (۱۳۹۳) اپیزود خط رو خط